# Erethismus
Als Erethismus (Erethie) bezeichnet man eine krankhaft gesteigerte Erregbarkeit und einen ruhelosen Bewegungsdrang. Die Bezeichnung erethisch kommt aus dem Griechischen (ἐρεθίζω [erethizo]: reizen) und steht für reizbar, erregbar.
In der älteren Form der Psychiatrie wird damit jede Form stärkerer und dauerhafter Erregung bezeichnet. Solche Formen können sein:
- Erethismus ebriosorum der Alkoholiker[2],
- Erethismus mercurialis (Aufregung und Schlaflosigkeit bei chronischer Quecksilbervergiftung), siehe Hutmachersyndrom[2][1],
- Erethismus tropicus als Form des Sonnenstichs[2], selten gebraucht für Hitzschlag[1],
- Erethismus vaginae: Vaginismus[2],
- Erethismus genitalis (gesteigerte geschlechtliche Erregbarkeit).[1]

Heute bezeichnet man damit dranghafte Hyperkinesen bei Kindern. Im ICD-10 werden entsprechend unter F90.8 die sonstigen hyperkinetischen Störungen kodiert.